# École Normale de Musique de París
LEscola Normal de Música de París, també anomenada Escola Normal de Música de París-Alfred-Cortot, és una escola de música superior privada fundada el 1919 pel pianista i pedagog Alfred Cortot i el pianista i crític musical Auguste Mangeot, situada al districte XVII, de París i impartint formació per a concertistes i professors.

## Història
Concertista de renom internacional i professor de piano al Conservatori de París des de 1907, Alfred Cortot va rebre l'any 1919 el pianista Auguste Mangeot, crític i director de Le Monde Musical, que creessin junts una escola de música privada. L'objectiu clarament anunciat era, amb esperit patriòtic després de la Primera Guerra Mundial, limitar l'expansió del germanisme musical a través de la difusió del repertori francès acollint estudiants estrangers difícils d'admetre pel Conservatori.
Des d'un primer moment, el programa educatiu va oferir, a més de la formació de futurs virtuosos, la de professors al qual Alfred Cortot estava especialment vinculat. El curs dual, concert o docència, que permet el desenvolupament de músics complets inclou, a més de les classes instrumentals, de música de cambra i direcció, l'ensenyament de la composició, l'anàlisi, la teoria, la història de la música però també les assignatures generals i la pedagogia. Els sis anys d'estudi culminen amb una llicència de concert o d'ensenyament, com les que atorguen les escoles superiors de música alemanya (Musikhochschulen) i que no són expedides pel Conservatori de París.
Mangeot va assumir la presidència de l'escola i Cortot, que inicialment va obtenir una excedència de tres anys del Conservatori, la direcció artística i la del professorat. La seva fama li permet envoltar-se dels noms més importants. Així, a més dels cursos impartits per una seixantena de professors titulars escollits per les seves titulacions, Wanda Landowska, Blanche Selva, Isidore Philipp, Marguerite Long, Reynaldo Hahn, Marcel Dupré, Lucien Capet, Jacques Thibaud, André Hekking, Pau Casals, Philippe Gaubert, Igor Stravinski va acordar el 1921 impartir cadascuna de sis classes magistrals obertes als estudiants de l'escola i als graduats de conservatoris francesos o estrangers.
L'any 1927, l'escola, tot i que continuava sent un establiment d'ensenyament privat, va quedar sota la doble supervisió honorífica dels Ministeris d'Educació Pública i de Belles Arts i d'Afers Exteriors. Situada originàriament a la rue Jouffroy amb un annex a la rue d'Espagne, l'Escola es va traslladar l'any 1927 a la cantonada del boulevard Malesherbes. Les aules es van completar l'any 1929 amb una sala de concerts annexa al carrer Cardinet en la qual actuava l'Orquestra de Cambra de l'Escola sota l'ègida de la societat musical de Concerts Privats de lÉcole Normale fundada per Alfred Cortot.
Entre 1930 i 1937, els estudiants van tenir l'oportunitat de representar programes de música contemporània, de vegades inèdits, d'autors com:Bohuslav Martinů, Ottorino Respighi, Georges Enesco, Arthur Hoérée, Germaine Tailleferre, Richard Wagner, Franz Liszt, Ernst Bloch, Darius Milhaud, Jean Huré, Paul Hindemith, Leoš Janáček, Eugène Ysaÿe, Arthur Honegger, Gustav Mahler, Pablo Casals, Manuel de Falla, Francis Poulenc, Lili Boulanger, Claude Debussy, Georges Migot, Albert Roussel, Jacques Ibert, Henri Tomasi i per acompanyar solistes com ara Zino Francescatti, Dany Brunschwig, Georges Blanpain, Diran Alexanian, Roger Cortet, Émile Vuillermoz, Micheline Kahn, titulars de l'Orquestra, o fins i tot Arthur Honegger, Marya Freund, Pablo Casals, Manuel de Falla, Georges Enesco, Magda Tagliaferro, Alfredo Casella, Jacques Thibaud, Wanda Landowska, Serguei Prokófiev, Yvonne Lefébure, Francis Poulenc, Maurice Vieux, Pierre Fournier, Claire Croiza ou Pierre Bernac, solistes invitats.
Cortot toca, quan no dirigeix, en seixanta-dos d'aquests concerts privats que ell mateix organitza. Al mateix temps, va donar cent vuitanta-tres lliçons públiques i va publicar la majoria de les seves obres educatives, Els principis racionals de la tècnica pianística i les setanta-sis edicions de treball dedicades als mestres de piano del període romàntic, Frédéric Chopin, Robert Schumann, Franz Schubert, Franz Liszt, Carl Maria von Weber i Felix Mendelssohn.
Els seus ajudants a l'Escola van ser el pianista Jules Gentil, titular d'una de les classes altes i la seva col·laboradora més propera, Éva Dumesnil, Blanche Bascourret de Guéraldi i Gabrielle Giraud-Latarse, que van ser les seves tutores al Conservatori i a qui va nomenar professores al Conservatori. Escola Normal; Magdeleine Panzéra-Baillot també ho va ser.
L'any 1939 el càrrec de director general va ser atorgat a André Bernheim i Cortot va assumir la presidència. L'any 1943, Cortot va comprar 792 accions de l'escola "per assegurar, com a president, la majoria necessària". Com a directors de l'Escola van ser reeixits Joseph Morpain, Jacques Feschotte, Pierre d'Arquennesnote,{nota, 1} Pierre Petit, que en va ser director durant més de trenta-cinc anys, i Henri Heugel de 1998 a 2012. Cortot va donar el seu darrer curs a l'audiència de l'Escola. Escola, sobre les Sonates de Beethoven, el 15 de novembre de 1961. Després de la seva mort, Serge Sandberg, Charles Munch, Henri Dutilleux, Rémy Boissonnas després Thierry Jacquillat, van assumir successivament la presidència de l'Escola.
El poeta Paul Valéry va anomenar aquesta institució: "la maison d'or".

## Edificis
Escola normal de música

L'Escola es va establir per primera vegada al número 64 de la rue Jouffroy al 17è districte de París. La "Salle des Agriculteurs de France", 8 rue d'ATHENS s'utilitza per a concerts d'estudiants. L'hotel de la rue Jouffroy es va mostrar ràpidament petit, la marquesa de Maleissye va donar el seu hotel situat al 114 bis boulevard Malesherbes, encara al XVII, a Alfred Cortot l'any 1927. Era una mansió privada de la "Belle Époque" construïda el 1881 pel arquitecte Léopold Cochet (1840-1929) per a la família Rozars.
Les façanes, cobertes i pas d'autocars es beneficien de la inscripció com a monument històric per decret de 14 d'abril de 198717 i determinades decoracions interiors a la planta baixa i dos pisos (escala, antics salons, boudoir, menjadors menjador, estudi, billar, estudi). sala, capella) es classifiquen de la mateixa manera per un decret de la mateixa data.
Sala Cortot

La sala de concerts, anomenada Salle Cortot, annexa a l'Escola, va ser construïda entre l'octubre de 1928 i el juny de 1929 per Auguste Perret, als números 76 i 78 de la rue Cardinet, a l'emplaçament de les cavallerisses de l'hotel Rozars. La seva estructura és de formigó armat deixat a la vista, només les columnes i balcons reben una decoració daurada. Té una capacitat de 400 seients i l'escenari pot acollir fins a 25 músics. La seva arquitectura innovadora i l'acústica excepcional van fer que la crítica la va destacar a l'obertura17. La seva exigüitat i la seva enginyosa disposició van donar lloc al seu sobrenom d'"armari".
És aquí, el 18 de març de 1950, on s'estrenarà en concert la Simfonia per a un solter de Pierre Schaeffer, inventor de la música concreta, i Pierre Henry. L'edifici està classificat com a monument històric per decret de 9 d'octubre de 1999.

## Avui Escola Normal de Música
Presidida per Xavier Moreno, l'Escola està dirigida des de l'1 de desembre de 2022 per Murielle Hurel-Mezghrani. Marc-Antoine Pingeon n'és el Director d'Estudis des del 2018. Acull 800 alumnes cada any i compta amb un professorat de 130 professors de totes les disciplines de la música clàssica, instrumental o vocal: viola, cant, clarinet, contrabaix, flauta transversal, guitarra, arpa, oboè, piano, piccolo, violí, violoncel, teòric, especialitzat o complementari: acompanyament, anàlisi musical, composició, direcció, despertar musical, formació musical, història de la música, música de cambra.

Establiment reconegut pel Ministeri de Cultura, té com a objectiu:
"formar músics complets, és a dir, capaços no només de sobresortir en la pràctica d'un instrument, el cant, la música de cambra o una especialitat com la composició, sinó també amb coneixements sòlids en totes les disciplines complementàries com la teoria musical, l'anàlisi, la història de la música..."
.Ofereix quatre tipus de lliçons:
- preparació per a una carrera com a concertista, director d'orquestra, compositor i per a concursos internacionals;
- preparació per a la carrera de professor[18] amb el curs de Magisteri.
- classes d'iniciació musical i instrumental per a nens;
- classes per a aficionats de tots els nivells excepte principiants;

La formació professional s'organitza en tres cicles: preparatori, superior i superior. El cicle superior es convalida amb un "certificat d'execució" després, ja sigui amb un "diploma d'execució" o amb un "diploma de professorat", després, ja sigui amb un "diploma d'execució superior", o bé amb un "diploma d'educació superior". El cicle formatiu de grau superior culmina amb un "diploma superior de concert" (instrument o cant) inscrit al nivell I del directori nacional de certificacions professionals.
Els concerts de la "Salle Cortot" que ja no es poden fer en públic a causa del tancament de sales de concerts al públic durant el període de confinament vinculat a la pandèmia de la Covid-19 s'enregistren i s'emeten a partir del juny de 2020 a la plataforma de streaming "RecitHall".
Després del final de les mesures restrictives vinculades a l'epidèmia, la Salle Cortot va reobrir les seves portes al públic.

## Evocacions en altres obres
- Kim Consigny i Anne-Sophie Dumeige, Forté, Paris, Dargaud, 2019 (ISBN 978-2-205-07944-9 et 2-205-07944-1), (OCLC 1131718002) :
- L'heroïna d'aquesta historieta abandona la seva favela brasilera per seguir un curs de piano a l'École Normale de Musique de París.